# Murat İldan
 (décembre 2023).
Si vous disposez d'ouvrages ou d'articles de référence ou si vous connaissez des sites web de qualité traitant du thème abordé ici, merci de compléter l'article en donnant les références utiles à sa vérifiabilité et en les liant à la section « Notes et références ».
Murat İldan, né le 16 mai 1965 à Elâzığ, est un romancier, nouvelliste et dramaturge de théâtre contemporain turc.

## Biographie
Après avoir passé son enfance à Elâzığ, il entreprend des études à Ankara et obtient un diplôme de lycée de Yenişehir en 1982. Il étudie ensuite l'anglais pour une année à l'université technique du Moyen-Orient à Ankara. Il poursuit ses études supérieures à la faculté d'économie d'université technique du Moyen-Orient durant quatre ans. Il décroche une licence en économie en 1988. La même année, il est envoyé en France par le gouvernement turc en vue de compléter des études supérieures au sujet de la Communauté économique européenne.
En 1989, il suit un cours de français intensif au Centre Audio-Visuel de Langues Modernes de Vichy. Il est inscrit à la Faculté des Sciences économiques et de Gestion de Strasbourg (université Louis-Pasteur) pour l'année académique 1989/1990. Il prend des cours d'anglais de niveau avancé pendant six mois à Cambridge, en Angleterre. En 1991, il obtient une maîtrise en économie de l'université de l'Essex. Il fait son service militaire en Turquie en 1994, pendant deux mois. Il retourne en Angleterre et devient titulaire d'un doctorat en sciences économiques de l'université de l'Essex.
En 1999, il quitte son emploi pour se consacrer entièrement à l'écriture. Il écrit de nombreuses nouvelles publiées dans les magazines littéraires turcs. À partir de 2000, il devient un auteur professionnel et il commence à écrire des pièces de théâtre. Il publie sept pièces de théâtre, dont certaines sont traduites en anglais pour la première fois par Yurdanur Salman. Il est également l'auteur de deux romans policier et d'un roman d'amour.
Sa pièce Büyünün Gözleri (littéralement : Yeux de magie) reçoit le prix de la meilleure pièce de l'année 2000 au concours national de la municipalité d'Istanbul (Kadıköy). La même pièce, il reçoit le prix du meilleur scénario au concours de l'université de Maltepe d'Istanbul. Dilencinin Kehaneti (littéralement : La Prophétie du mendiant) s'est qualifié pour la finale du concours international 2005 d'AQT de Vancouver (Canada). Sa nouvelle Kara Sinek (La Mouche) reçoit le deuxième prix du concours national de la nouvelle de Samim Kocagöz.

## Œuvres
- Ormanın Hayaletleri; 2000) [Les Fantômes de la forêt]
- Sakyamuni; 2000)
- Büyünün Gözleri; 2000) [Yeux de Magie]
- Dilencinin Kehaneti; 2001) [La Prophétie du mendiant]
- Galileo Galilei; 2001)
- Mohandas Karamchand Gandhi; 2002)
- William Shakespeare; 2002)
- Antikacı Arago'nun Günlüğü; 2005) [Le Journal intime de l'antiquaire Arago]
- Sisam Adası Aşıkları; 2006) [Amoureux d'île de Samos]
- Paris'in Altındaki Güller; 2006) [Roses sous Paris]
- Gnç Werther'in ilk Acıları; 2007) [Les Premières Souffrances du jeune Werther]